# ریوجی اوجیهارا
ریوجی اوجیهارا (انگلیسی: Ryoji Ujihara؛ زادهٔ ۱۰ مهٔ ۱۹۸۱) بازیکن فوتبال اهل ژاپن است.
از باشگاه‌هایی که در آن بازی کرده‌است می‌توان به باشگاه فوتبال ساگان توسو، باشگاه فوتبال ناگویا گرامپوس، و باشگاه فوتبال آلبیرکس نیگاتا اشاره کرد.